# 阿尔内·尼贝里
阿尔内·尼贝里（瑞典語：Arne Nyberg，1913年6月20日—1970年8月12日），瑞典足球运动员，司职前锋。他曾代表瑞典国家队参加1938年国际足联世界杯，获得第四名。尼贝里于1970年去世，享年57岁。